# Sädesbroddsfly
Sädesbroddsfly, Agrotis segetumär en fjärilsart som beskrevs av Michael Denis och Ignaz Schiffermüller, 1775. Sädesbroddsfly ingår i släktet Agrotis och familjen nattflyn. Arten är reproducerande i Sverige. Inga underarter finns listade i Catalogue of Life.
Sädesbroddsflyets larver, ingår tillsammans med flera andra fjärilslarver i begreppet broddmask och lever på brodd av säd och kan bli ett betydande skadedjur inom sädesodlingar.

## Bildgalleri

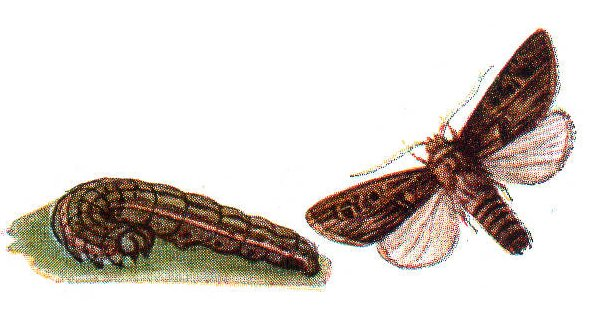
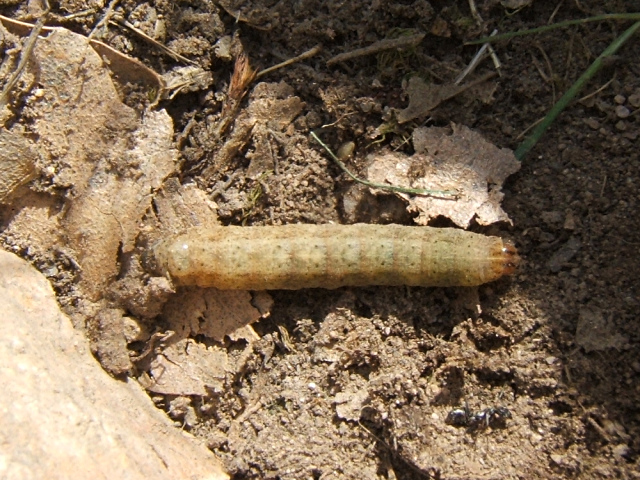